# (1954) Kukarkin
(1954) Kukarkin ist ein Asteroid des Hauptgürtels, der am 15. August 1952 von der russischen Astronomin Pelageja Fjodorowna Schain am Krim-Observatorium in Simejis entdeckt wurde.
Benannt ist der Asteroid nach dem russischen Astronomen Boris Wassiljewitsch Kukarkin (1909–1977).